# Douglas Sequeira
Douglas Esteban Sequeira Solano (San José, 1977. augusztus 23. –) Costa Rica-i válogatott labdarúgó.

## Pályafutása

### Klubcsapatban
1995 és 1997 között a Deportivo Saprissa csapatában játszott. 1997 és 1999 között Hollandiában a Feyenoord és az Excelsior játékosa volt. 1999 és 2000 között a német Karlsruhéban szerepelt. 2000 és 2005 között a Deportivo Saprissa színeiben bajnoki címet szerzett és megnyerte a CONCACAF-bajnokok ligáját. 2005-ben a Chivas USA-t, 2006-ban a Real Salt Lake csapatát erősítette az Egyesült Államokban. 2007 és 2009 között a norvég Tromsø labdarúgója volt. 2009-ben hazatért a Deportivo Saprissához, ahol még 2013-ig játszott.  

### A válogatottban
1999 és 2010 között 42 alkalommal szerepelt a Costa Rica-i válogatottban és 2 gólt szerzett. Részt vett a 2004-es Copa américán, a 2005-ös CONCACAF-aranykupán és a 2006-os világbajnokságon.

## Sikerei, díjai
Deportivo Saprissa
- Costa Rica-i bajnok (2): 2003–04, 2010 Clausura
- CONCACAF-bajnokok ligája győztes (1): 2005
- UNCAF-klubcsapatok kupája győztes (1): 2003

## Külső hivatkozások
- Douglas Sequeira adatlapja a National-Football-Teams.com oldalon (angolul)

- Douglas Sequeira (angol nyelven). FootballDatabase.eu
- Douglas Sequeira (német nyelven). kicker.de
- Douglas Sequeira adatlapja a worldfootball.net oldalon (angolul)